# Nationalstraße 19 (Japan)
Die Nationalstraße 19 (jap. 国道19号, Kokudō 19-gō) ist eine wichtige Straße in Japan und durchquert die japanische Hauptinsel Honshū von Nagoya bis Nagano. Ihr Verlauf folgt dabei im Wesentlichen dem der alten Nakasendō.

## Verlauf
- Präfektur Aichi
  - Nagoya – Kasugai
- Präfektur Gifu
  - Tajimi – Toki – Mizunami – Ena – Nakatsugawa
- Präfektur Nagano
  - Shiojiri – Matsumoto – Azumino – Ōmachi – Nagano